# 科尔萨斯
科尔萨斯是奥地利蒂罗尔州因斯布鲁克兰县的一个市镇。总面积3.34平方公里，总人口1506人，人口密度450.9人/平方公里（2011年）。